# 모리셔스저삼림낮도마뱀붙이
모리셔스 로랜드 포레스트 데이 게코(Mauritius lowland forest day gecko), 오렌지스파티드 데이 게코(orange-spotted day gecko)라 불리는 모리셔스저삼림낮도마뱀붙이(Phelsuma guimbeaui)는 주행성을 띄는 도마뱀붙이류의 일종이다. 모리셔스 서해안에 토착하며, 보통 큰 나무에 서식한다. 모리셔스저삼림은 주로 곤충과 꽃꿀을 먹는다.
종명 guimbeaui는 모식표본의 수집가 "구임보 씨(Mr. B. Guimbeau)"를 기린 것이다.

## 형태
모리셔스저삼림은 낮도마뱀붙이속 중에서는 중형 취급이다. 수컷은 꼬리까지 최대 15.5 cm에 달하며, 암컷은 9-13 cm까지 자란다. 모리셔스저삼림의 몸뚱이는 짧고 작다. 등은 밝은 녹색 바탕에, 목 부분에는 푸른 색깔을 띈다. 등과 꼬리에는 불규칙한 형태의 주황색 줄무늬, 점무늬가 나있으며, 꼬리의 끝부분은 파란색을 띄기도 한다. 배는 황백색이다. 턱에는 한두 개의 V자 줄무늬가 나있다. 아성체는 회갈색 바탕에 작은 흰색 점박이 무늬가 나있고, 6개월 후에 색깔이 변하기 시작한다. 12-15 개월 후에는 성체의 모습을 갖춘다.

## 분포
모리셔스저삼림은 모리셔스 서해안의 중저고도 지역에 분포한다. 샤마렐(en:Chamarel), 예멘(Domaine De Yemen), 타마린(:en:Tamarin, Mauritius), 그랑드 리비에르 누아르(:en:Grande Rivière Noire) 지역의 마을에서 목격되며, 하와이의 오아후섬에 도입되기도 하였다.
모리셔스저삼림은 야자나무, 아카시아나무 따위의 큰 나무를 선호하며, 인간 거주지 근처에서는 드물게 목격될 뿐이다. 모리셔스저삼림은 모리셔스에서도 건조하고 따뜻한 지역을 선호한다. 모리셔스저삼림은 본래 모리셔스의 저지대 삼림에 분포하였으나. 사탕수수 플랜테이션을 만들고자 하는 사람들의 손에 파괴되었다. 모리셔스저삼림은 때때로 파랑꼬리낮도마뱀붙이, 모리셔스꾸밈낮도마뱀붙이와 서식지를 공유한다.

## 습성
모리셔스저삼림은 다양한 곤충 따위의 무척추동물을 먹는다. 부드럽고 달달한 과일, 꽃가루, 꽃꿀도 먹는다.
모리셔스저삼림은 조심성이 많은 편인데, 다양한 새들이 집요하게 사냥하기 때문이다.
번식기는 3월에서 9월 첫째 주에 이른다. 암컷은 번식기에 여섯 번까지 산란한다. 새끼는 60-90 일 후에 부화하며, 신생아는 꼬리까지 36-40 mm에 이른다. 신생아는 18-20 개월 후에 성숙할 것이다.

## 보전
모리셔스저삼림은 IUCN의 적색 목록에 등재되지 않았다. 하지만 서식지가 작고 쪼개져 있으며, 그동안 모리셔스 본토의 토착 파충류 19 종 중에 12 종이 멸종했다. 모리셔스저삼림은 애완동물로서 거래되는데, 앞으로 종의 존속에 위험이 될 수 있다. 낮도마뱀붙이속은 모조리 CITES 부속서 III에 등재되어있다.

## 사육
모리셔스저삼림은 식물이 잘 심겨진 테라리움에서 쌍으로 키워야 하다. 온도는 낮에는 29–32 °C, 밤에는 20 °C, 습도는 60-70 %를 유지해야 한다. 사육 시에는 귀뚜라미, 시판 과일 사료, 벌집나방(:en:wax moth) 애벌레, 초파리, 밀웜, 집파리를 먹일 수 있다.

## 참고 문헌
- Mertens R (1963). "The geckos of the genus Phelsuma on Mauritius and adjacent islands". Mauritius Institute Bulletin 5: 299-305. (Phelsuma guimbeaui, new species).